# Chonocephalus
Chonocephalus är ett släkte av tvåvingar. Chonocephalus ingår i familjen puckelflugor.

## Dottertaxa tillChonocephalus, i alfabetisk ordning[1]
- Chonocephalus aduncus
- Chonocephalus alzadae
- Chonocephalus americanus
- Chonocephalus anomalus
- Chonocephalus aripoensis
- Chonocephalus assimilis
- Chonocephalus bentacaisei
- Chonocephalus bispinosus
- Chonocephalus blackithorum
- Chonocephalus brisbanensis
- Chonocephalus browni
- Chonocephalus cautus
- Chonocephalus chiriquiensis
- Chonocephalus collini
- Chonocephalus comptoni
- Chonocephalus cummingae
- Chonocephalus dahli
- Chonocephalus depressus
- Chonocephalus digitalis
- Chonocephalus dilatospinae
- Chonocephalus dimakae
- Chonocephalus dimidiatus
- Chonocephalus dominicanus
- Chonocephalus dorsalis
- Chonocephalus ecitophilus
- Chonocephalus elongatus
- Chonocephalus fletcheri
- Chonocephalus furcatus
- Chonocephalus gilli
- Chonocephalus globipygus
- Chonocephalus heymonsi
- Chonocephalus hibisci
- Chonocephalus hirsutus
- Chonocephalus jamaicensis
- Chonocephalus japonicus
- Chonocephalus justini
- Chonocephalus kiboshensis
- Chonocephalus kreuterae
- Chonocephalus kungae
- Chonocephalus laetus
- Chonocephalus leei
- Chonocephalus longicornis
- Chonocephalus macuiensis
- Chonocephalus madagascariensis
- Chonocephalus major
- Chonocephalus marginatus
- Chonocephalus mexicanus
- Chonocephalus modestus
- Chonocephalus murallaensis
- Chonocephalus necdepressus
- Chonocephalus olanchoensis
- Chonocephalus pallidulus
- Chonocephalus palposus
- Chonocephalus pedalis
- Chonocephalus primus
- Chonocephalus pudicus
- Chonocephalus punctifascia
- Chonocephalus quartus
- Chonocephalus raposoensis
- Chonocephalus rostamani
- Chonocephalus secundus
- Chonocephalus similis
- Chonocephalus simiolus
- Chonocephalus simplex
- Chonocephalus steineri
- Chonocephalus subglaber
- Chonocephalus tertius
- Chonocephalus townesi
- Chonocephalus vadoni
- Chonocephalus wirthorum
- Chonocephalus vitiodepressus